# Wychowanie estetyczne
Wychowanie estetyczne – ogół świadomych oddziaływań i działań własnych wychowanka, w których wartości estetyczne i artystyczne wykorzystuje się do pogłębiania życia uczuciowego, rozwoju aktywności twórczej i samoekspresji wychowanka oraz do umożliwienia mu kontaktu z różnymi dziedzinami sztuki.
Cele wychowania estetycznego:
- wyrabianie wrażliwości estetycznej, przez którą rozumie się zdolność dostrzegania i przeżywania wszelkiego piękna: przyrody, wytworów ludzkiej pracy i działalności twórczej
- rozbudzanie potrzeb wyrażających się w chęci przeżywania piękna
- doskonalenie zdolności rozumienia piękna i umiejętności dokonywania oceny artystycznej wytworów przyrody i człowieka, a zwłaszcza dzieł sztuki
- rozwijanie zainteresowań estetycznych oraz potrzeby ekspresji własnych doznań artystycznych i związanych z nimi twórczych i odtwórczych zdolności artystycznych, a także zamiłowań do uprawiania tej formy aktywności

(…) dbając o piękno stajemy się lepsi, szlachetniejsi i bogatsi.

Wychowanie estetyczne jest jednym z działów teorii wychowania. Problematyka tą zaczęto się interesować dosyć późno, bo dopiero na przełomie XVIII i XIX wieku. Sama idea wychowania estetycznego zapoczątkowana została przez F. Schillera w „Listach do estetycznym wychowaniu człowieka”. Była ona jednak uważana za elitarną i nieefektywną. Obecnie wychowanie estetyczne określa się, jako połączenie kształcenia emocjonalnego i kulturalnego, pobudzającego do inteligencji, wrażliwości i twórczej postawy.
Jak pisze K. Kotłowski, wychowanie estetyczne jest jednym z czterech podstawowych celów wychowania, bez którego niemożliwe byłoby kształtowanie osobowości rozwiniętej wszechstronnie.
I. Wojnar i W. Pielasińska uważają, iż wychowanie estetyczne powinno łączyć trzy ogniwa procesu edukacyjnego: przekazywanie wiedzy o zjawiskach artystycznych; stymulowanie przeżyć i doznań w bezpośrednim kontakcie z dziełem czy wytworem kultury oraz pobudzanie własnej ekspresji twórczej dzieci i młodzieży. Dalej piszą: „Wychowanie to w znacznym stopniu dokonuje się w sposób niezamierzony, w czasie słuchania radia, oglądania filmów czy spektakli telewizyjnych. Jego elementami są rozmaite przedmioty otaczające człowieka: domy, sprzęty, plakaty. Według autorek wychowanie estetyczne w klasycznym ujęciu to kształtowanie wrażliwości człowieka na zjawiska estetyczne: sztukę i piękno. Jest ono, jak twierdzą procesem dwoistym. B. Suchodolski ujmuje go, jako: wychowanie przez sztukę, oraz wychowanie dla sztuki. Dla sztuki to znaczy z myślą o kształtowaniu estetycznej kultury człowieka, jego wrażliwości, jego stosunku do różnorodności zjawisk i wartości estetycznych, istniejących zarówno w świecie natury, jak i w kręgu ludzkich dokonań. „Wychowanie estetyczne w sensie węższym wiąże profesor Suchodolski przede wszystkim z koniecznością wczesnego i systematycznego wprowadzania dzieci i młodzieży w krąg wartości artystycznych. Wychowanie estetyczne w sensie szerszym, ukazuje na tle swoistości potrzeb uczuciowych i wyobrażeniowych współczesnego człowieka, szczególnych możliwości jakie daje sztuka w ich zaspokajaniu, i to w zakresie zarówno treści świadomości i postaw człowieka jak w zakresie inspirowania działań i wyobraźni. […] Wychowanie estetyczne, wychowanie przez sztukę ma zatem stać się pomocą ludziom w organizowaniu życia wartościowego i interesującego, w doznawaniu różnych satysfakcji, w pogłębianiu treści wewnętrznych, ma więc uczestniczyć w podnoszeniu jakości życia”. Suchodolski, pisze również, iż mówiąc o wychowaniu estetycznym można mieć na myśli to, jak w różnych zakresach sztuka wpływa na człowieka, jak wpływa na sposób odczuwania przez ludzi życia, na poglądy i przekonania ludzkie, na przeżycia moralne, na ogólną postawę wobec innych ludzi, wobec świata.
Kolejną osoba zajmującą się tym tematem jest Barbara Szymańska. Autorka w artykule pt. „Refleksje w związku z pytaniem o sens edukacji estetycznej w dobie współczesnych przemian kulturowych” cytuje słowa J. Rudniańskiego, który pisze: „Właśnie sztuka – zarówno ujmowana psychologicznie, jak i socjologicznie – przypomina, że każdy z nas jest człowiekiem, albowiem świadomie może tworzyć piękno i może je odrzucać”. Dalej cytuje ona Szczypiorskiego, piszącego iż: „Obecny byt jest zabójczy dla naszych tęsknot do wzniosłości. […] na co dzień nie zdajemy sobie sprawy, jak bardzo mocno współczesna cywilizacja dobrobytu, luksusu i nadmiaru dóbr materialnych związana jest z ciekawością człowieka, a jak mało ma ona wspólnego z naszymi potrzebami duchowymi”. Autorka wymienia również zaproponowane przez Gołaszewską czynniki istotne w kształtowaniu kultury estetycznej. Należą do nich: wrażliwość estetyczna, doświadczenie, wiedza, umiejętność włączania doświadczeń związanych z przeżyciem wartości estetycznej w całokształt życia człowieka, inwencja estetyczna. Pisze również, że kształtowanie kultury estetycznej, może być bodźcem dla człowieka, dla jego rozwoju, bodźcem do budowania jego duchowej tożsamości.
Z kolei Marta Uberman w artykule pt. „Edukacja estetyczna w koncepcjach andragogicznych”, pisze: „Estetyka XXI w. jest odległa od pierwotnych ideałów, stopniowo staje się jakby szczegółowym dziełem teorii informacji, w którym sztuka rozumiana jest jako system znaków języka artystycznego wzbogaconego o szereg zjawisk, nieznanych do tej pory w sztuce, o nowe sposoby obrazowania formy i rodzaje jej percepcji. Sztuka najnowsza skłania się raczej ku syntezie środków przekazu, odzwierciedlając w ten sposób naturalne dążenie człowieka do coraz pełniejszego, bardziej perfekcyjnego i swobodnego wykorzystania narzędzi, jakimi dysponuje w procesie komunikacji międzyludzkiej”. Autorka pisze również, że „Rozwijanie umiejętności estetycznego wartościowania jest jednym z warunków rozwoju osobowości współczesnego człowieka”.
W ostatnich czasach wzmaga się troska o jakość człowieka, o jego postawy, wrażliwość, wyobraźnię, ponieważ problemem staje się sposób widzenia świata, stosunki międzyludzkie i indywidualna tożsamość osoby ludzkiej. Niepokój budzi narastający konformizm ludzkich zachowań, utrata poczucia podmiotowości, zachwianie sfery wartości i służby człowiekowi.
Wychowanie do sztuki ma charakter inicjacji kulturalnej, przygotowuje człowieka do akceptacji różnorodnych zjawisk artystycznych. Wychowanie przez sztukę określa horyzonty kształcenia człowieka w zakresie szerszym niż wrażliwość estetyczna, która stanowi jego podstawę. Pobudza uczucia o charakterze moralnym i społecznym, pełniąc jednocześnie humanistyczną funkcję poznawczą: uczy współprzeżywania i kształci zdolność do empatii. Współczesny świat coraz bardziej pobudza i mnoży u człowieka potrzeby konsumpcyjne, a zaniedbuje potrzeby wyższego rzędu, w tym kulturalne. Wymagają one zabiegów wychowawczych, aby stały się potrzebami ważnymi dla człowieka. Rolą wychowawcy jest budzenie motywacji, ukazywanie perspektyw, dodawanie odwagi, spowodowanie, by wychowanek zechciał uzyskać to, co dla niego dobre, i by dla tej idei potrafił mobilizować samego siebie.
Twórczość, stanowiąc jedną z najważniejszych zasad specyficznie ludzkiego sposobu funkcjonowania, przejawia się we wszystkich dziedzinach aktywności człowieka i jest potrzebą, i formą ekspresji prawidłowo ukształtowanej osobowości, a zarazem środkiem jej kształcenia i motorem rozwoju człowieka. Dlatego też, proces nauczania i wychowania estetycznego winien przygotowywać młodego człowieka do twórczego stylu życia. I jak zawsze temu celowi nadrzędnemu, możemy przyporządkować cele niejako pośrednie, od bezdyskusyjnych jak elementarne sprawności instrumentalne, przymioty najwyższego charakteru i umysłu, moralności itd. Kształtowanie postawy twórczej, to kształtowanie postawy zmierzania ciągle ku nowemu, gdyż tym właśnie jest sama twórczość artystyczna. Zdecydowanie należy odróżnić ją od ludzkiej konsumpcji, która jest nieustannym powtarzaniem się.
Wychowanie estetyczne obejmuje sztuki opierające się na wrażeniach wzrokowych, słuchowych, dotykowo-mięśniowych. Do sztuk opierającej się na wrażeniach wzrokowych zalicza się architekturę, rzeźbę, malarstwo, fotografikę. Sztuki opierające się na wrażeniach słuchowych to: muzyka i recytacja, natomiast na wrażeniach dotykowo-mięśniowych – rytmika i taniec. Wśród sztuk łączących wrażenia kilku zmysłów wymienić należy film i teatr.